# Car la femme est faible
Pour plus de détails, voir Fiche technique et Distribution.
Car la femme est faible (… denn das Weib ist schwach) est un film allemand réalisé par Wolfgang Glück, sorti en 1961.
Il s'agit d'une adaptation du roman Post aus Ottawa de Bruno Hampel (de).

## Synopsis
L'avocat Jolly Gebhardt, qui conduit une Jaguar, aime les femmes et la vie de luxe, a longtemps été habitué à vivre sa vie fastueuse. Cependant, afin de maintenir son style de vie somptueux, il a détourné une somme d'argent considérable d'un client qui est actuellement en prison. Maintenant que le criminel Kovacz est libéré, il ne va pas plaisanter. Ses laquais sous les ordres de Vigulla sont déjà aux talons de Jolly, soit pour lui extorquer de l'argent, soit pour le battre, soit idéalement les deux à la fois. Jolly peut un temps échapper aux gars de Kovacz avec sa voiture de sport, mais il sait qu'il doit obtenir de l'argent pour ne pas être bientôt mort dans le caniveau.
Son salut pourrait être Hanna Schäferkamp. On lui a confié la tâche de retrouver cette femme d'âge moyen, car un oncle décédé au Canada lui avait légué un héritage d'un million. Jolly propose une idée et retient les informations sur l'héritage pour le moment. Il recherche la proximité de cette femme du genre discret. Hanna est une employée de petite entreprise, divorcée, célibataire avec une fille nommée Gaby. Gebhardt s'attache à Hanna, essaie de tout savoir sur elle et la poursuit même avec sa Jaguar jusqu'à sa porte. Sous un prétexte, il se rend sur son lieu de travail pour entrer en contact avec elle et use de tout son charme masculin. Hanna, qui ne sait rien de son héritage, est aussi irritée que désintéressée et rejette d'abord l'admirateur.
La compagne de Gebhardt, Lissy, est plus qu'étonnée des efforts de Jolly pour mieux connaître cette femme, car elle ne correspond pas vraiment à son type. Lissy lui fait alors une scène de jalousie. Ce n'est que lorsque Gebhardt explique les vraies raisons, à savoir que Hanna recevra une montagne d'argent et qu'il veut essayer de l'épouser afin de se débrouiller financièrement. Avec son aide, il réussit finalement à gagner progressivement la confiance d'Hanna. Hanna et Jolly tombent amoureux et vont coucher ensemble. Seul Gaby découvre le vrai caractère de Gebhardt et reste distant ou méfiant à son égard. Gebhardt croit être au but lorsque Kovacz et Vigulla l'encerclent. Il ne lui reste que la fuite. Persécuté par les escrocs et la police, il meurt dans une bagarre avec les criminels.

## Fiche technique
- Titre original allemand : … denn das Weib ist schwach
- Titre français : Car la femme est faible[1]
- Réalisation : Wolfgang Gluck assisté de Wilhelm Sorger
- Scénario : Bruno Hampel (de), Hans Nicklisch (de), Wolfgang Steinhardt
- Photographie : Franz Xaver Lederle (de)
- Montage : Walter von Bonhorst (de)
- Production : Heinz Karchow
- Société de production : Cine International, Transmare
- Société de distribution : Panorama-Film
- Pays d'origine :  Allemagne de l'Ouest
- Langue : allemand
- Format : Noir et blanc - 1,37:1 - mono - 35 mm
- Genre : Thriller
- Durée : 87 minutes
- Dates de sortie :
  -  Allemagne de l'Ouest : 17 août 1961.
  -  France : 12 septembre 1962[1].

## Distribution
- Helmut Schmid : Jolly Gebhardt
- Sonja Ziemann : Hanna Schäferkamp
- Karl-Otto Alberty : Kovacz
- Werner Peters : Vigulla
- Kai Fischer : Lissy
- Susanna Bonaséwicz (de) : Gaby, la fille de Hanna
- Kurt Pratsch-Kaufmann : L'ivrogne
- Rolf Weih (de) : Prager
- Gert Kollat (de) : Le chef des gangsters
- Irene Mann : Charlotte, secrétaire

## Source de traduction
- (de) Cet article est partiellement ou en totalité issu de l’article de Wikipédia en allemand intitulé « … denn das Weib ist schwach » (voir la liste des auteurs).